# Die Höhle der Löwen/Staffel 15
Die fünfzehnte Staffel der Unterhaltungsshow Die Höhle der Löwen wurde vom 8. April bis zum 10. Juni 2024 vom deutschen Free-TV-Sender VOX ausgestrahlt. Die Moderation wurde wieder von Ermias Habtu übernommen. Als „Löwen“ sind Carsten Maschmeyer, Ralf Dümmel, Dagmar Wöhrl, Nils Glagau, Tillman Schulz, Janna Ensthaler und Tijen Onaran dabei.

## Episoden
| Nr. (ges.) | Nr. (St.) | Teilnehmer                                                             | Premiere D    | Zuschauer |
| ---------- | --------- | ---------------------------------------------------------------------- | ------------- | --------- |
| 135        | 1         | Feschd ○, minimo ×, Casablanca ○, kukki ×, good decision ✓             | 8. Apr. 2024  | 1,30 Mio. |
| 136        | 2         | Steiner’s⁠ ✓, Pee & Bob ✓, Yoyo.tipps ×, La Cascara ✓, Multibex ×       | 15. Apr. 2024 | 1,43 Mio. |
| 137        | 3         | Betula Natura ○, Nutriomix ×, ByeByeToe ○, peers. ✓, Avoocadoo ×       | 22. Apr. 2024 | 1,36 Mio. |
| 138        | 4         | Unique United ×, GelatoPack ×, Mind Vacations ○, Ticksafe ✓, finizio × | 29. Apr. 2024 | 1,35 Mio. |
| 139        | 5         | Just Nosh ○, CHC ×, Bionic Toys ✓, Loremo ○, Fat Albert ×              | 6. Mai 2024   | 1,31 Mio. |
| 140        | 6         | Nature Pandan ○, Noac ×, Laemon ×, Khroom ○, Boulder Ball ×            | 13. Mai 2024  | 1,30 Mio. |
| 141        | 7         | Better be Bold ×, eWater.Bike ×, Crunchy Padella ○, fembites ×, Plux ○ | 27. Mai 2024  | 1,25 Mio. |
| 142        | 8         | Chipolos ✓, Jourries ✓, turn ×, Inventife ×, Hunderunde ✓              | 10. Juni 2024 | 1,11 Mio. |

## Gründer und Unternehmen
Die erste Spalte mit der Überschrift # entspricht der Episodennummer der Staffel und der Reihenfolge des Auftritts in der Sendung. Bei der angegebenen Bewertung handelt es sich jeweils um die sogenannte Pre-Money-Bewertung, diese stellt die Bewertung eines Unternehmens vor einer Finanzierungsrunde dar.
| #   | Name                                                                                 | Gründer                                                 | Bewertung    | Kapitalbedarf | Anteile | Investment              | Investor                                          |
| --- | ------------------------------------------------------------------------------------ | ------------------------------------------------------- | ------------ | ------------- | ------- | ----------------------- | ------------------------------------------------- |
| 1.1 | Feschd⁠ Smartphone-Halterung für Fahrräder                                            | Mike Obermaier, Simon und Luisa Josenhans               | 720.000 €    | 80.000 €      | 10 %    | 80.000 € für 20 % 1.1   | Nils Glagau                                       |
| 1.2 | minimo Fertig-Beikostgerichte                                                        | Kathrin und Kevin Strickle                              | 481.667 €    | 85.000 €      | 15 %    | nein                    | nein                                              |
| 1.3 | Casablanca⁠ KI-gestützte Software zum Herstellen von Blickkontakt in Videokonferenzen | Carsten Kraus, Markus Vollmer, Ivan Alles               | 9.500.000 €  | 500.000 €     | 5 %     | 500.000 € für 7,5 % 1.3 | Carsten Maschmeyer                                |
| 1.4 | kukki Tiefkühl-Cocktails                                                             | Andreas Romanowski, Saif Rudi, Josef Klemm              | 14.250.000 € | 750.000 €     | 5 %     | nein                    | nein                                              |
| 1.5 | good decision Zahnpasta mit Wirkstoff des Drachenblutbaums                           | Monika und Michael Nätscher                             | 630.000 €    | 70.000 €      | 10 %    | 100.000 € für 20 %      | Ralf Dümmel                                       |
| 2.1 | Steiner’s⁠ Low-Carb-Lebensmittel                                                      | Inge und Matthias Steiner                               | 2.700.000 €  | 300.000 €     | 10 %    | 300.000 € für 15 %      | Nils Glagau                                       |
| 2.2 | Pee & Bob Mobile Kindertoilette                                                      | Anna Wirsching                                          | 270.00 €     | 30.000 €      | 10 %    | 60.000 € für 20 %       | Ralf Dümmel                                       |
| 2.3 | Yoyo.tipps⁠ Trinkgeld-App                                                             | Joachim Seldmeir                                        | 680.000 €    | 120.000 €     | 15 %    | nein                    | nein                                              |
| 2.4 | La Cascara Cascara-Likör                                                             | Lisah Dietrich, Constantin Müller                       | 330.000 €    | 110.000 €     | 25 %    | 110.000 € für 40 %      | Tillman Schulz                                    |
| 2.5 | Multibex Multifunktionaler Arbeitsbock                                               | Sebastian Radeck                                        | 450.000 €    | 150.000 €     | 25 %    | nein                    | nein                                              |
| 3.1 | Betula Natura⁠ Produkte aus Birkenrinde                                               | Valeria Weingardt                                       | 240.000 €    | 60.000 €      | 20 %    | 60.000 € für 25,1 % 3.1 | Ralf Dümmel                                       |
| 3.2 | Nutriomix Nährstoffoptimierte Lebensmittel                                           | Christoph Schlindwein, Aziz Cayli                       | 9.500.000 €  | 500.000 €     | 5 %     | nein                    | nein                                              |
| 3.3 | ByeByeToe Anti-Cameltoe-Unterwäsche                                                  | Marie Müller                                            | 900.000 €    | 100.000 €     | 10 %    | 100.000 € für 10 % 3.3  | Tijen Onaran                                      |
| 3.4 | peers⁠. Psychologische Online-Gruppenkurse                                            | Max Kirschning, Julia Maria Hautumm, Sophie Schürmann   | 3.600.000 €  | 400.000 €     | 10 %    | 400.000 € für 16 %      | Carsten Maschmeyer, Dagmar Wöhrl                  |
| 3.5 | Avoocadoo Lebensmittel auf Avocado-Basis                                             | Sajda und Markus Kindler                                | 850.000 €    | 150.000 €     | 15 %    | nein                    | nein                                              |
| 4.1 | Unique United⁠ Angebotsplattform für Menschen mit Behinderung                         | Louis Kleemeyer, Karen Schallert, Marco Kleemeyer       | 390.000 €    | 210.000 €     | 35 %    | nein 4.1                | nein 4.1                                          |
| 4.2 | GelatoPack Kühlverpackung für Speiseeis-Becher                                       | Andreas Siebrecht                                       | 2.250.000 €  | 250.000 €     | 10 %    | nein                    | nein                                              |
| 4.3 | Mind Vacations⁠ Tee-Meditationsboxen                                                  | Beixi Jia, Julian Stodt                                 | 320.000 €    | 80.000 €      | 20 %    | 80.000 € für 30 % 4.3   | Dagmar Wöhrl, Janna Ensthaler                     |
| 4.4 | Ticksafe⁠ Greifer für Zeckenentfernung                                                | Matthias Meinhold                                       | 300.000 €    | 100.000 €     | 25 %    | 100.000 € für 30 %      | Ralf Dümmel                                       |
| 4.5 | finizio Trockentoilette und Recyclingdünger                                          | Florian Augustin                                        | 5.750.000 €  | 500.000 €     | 8 %     | nein                    | nein                                              |
| 5.1 | Just Nosh⁠ Gepuffte Seerosen-Samen                                                    | Lars Markull, Shweta Pahuja-Markull                     | 566.666 €    | 100.000 €     | 15 %    | 100.000 € für 20 % 5.1  | Tijen Onaran, Tillman Schulz                      |
| 5.2 | CHC Verschlusssystem für Pferdeleinen                                                | Konrad Winkler                                          | 405.000 €    | 45.000 €      | 10 %    | nein                    | nein                                              |
| 5.3 | BionicToys⁠ Konstruktionsspielzeug                                                    | Marcel Pasternak                                        | 2.880.000 €  | 320.000 €     | 10 %    | 320.000 € für 20 %      | Ralf Dümmel                                       |
| 5.4 | Loremo⁠ Online-Plattform für Auftragskunst                                            | Franziska Scheuerle                                     | 1.800.000 €  | 200.000 €     | 10 %    | 200.000 € für 30 % 5.4  | Dagmar Wöhrl, Carsten Maschmeyer, Tillmann Schulz |
| 5.5 | Fat Albert⁠ Elektromotorroller für Transportmöglichkeiten                             | Albert Ebenbichler                                      | 1.000.000 €  | 250.000 €     | 20 %    | nein                    | nein                                              |
| 6.1 | Nature Pandan⁠ Produkte auf Pandan-Basis                                              | Anne Rich                                               | 150.000 €    | 50.000 €      | 25 %    | 50.000 € für 30 % 6.1   | Ralf Dümmel, Nils Glagau                          |
| 6.2 | Noac⁠ Chirurgie-Exoskelett                                                            | Claudia Sodha, Sabrina Hellstern, Bernhard Krämer       | 19.000.000 € | 1.000.000 €   | 5 %     | nein                    | nein                                              |
| 6.3 | Laemon⁠ Alarmarmband                                                                  | Susana Gomez                                            | 4.500.000 €  | 500.000 €     | 10 %    | nein                    | nein                                              |
| 6.4 | Khroom⁠ Schnorchel-Zubehör                                                            | Alina und Christian Hanauer                             | 4.025.000 €  | 350.000 €     | 8 %     | 400.000 € für 10 % 6.4  | Carsten Maschmeyer, Tillman Schulz                |
| 6.5 | Boulderball⁠ Boulder-Trainingsball                                                    | Dieter Kofler, Gertraud Lantschner                      | 906.666 €    | 160.000 €     | 15 %    | nein                    | nein                                              |
| 7.1 | Better be Bold Glatzen-Pflege                                                        | Dennis Baltzer, Henning Jahnke und Roberto Bianco       | 2.666.667 €  | 400.000 €     | 15 %    | nein                    | nein                                              |
| 7.2 | eWater.Bike Wasserfahrrad                                                            | Alexander Dudin, Tanja Himmelreich und Johannes Gärtner | 1.750.000 €  | 350.000 €     | 20 %    | nein                    | nein                                              |
| 7.3 | Crunchy Padella Nudeln, die ohne Wasser gekocht werden                               | Robert Kaiser und Christian Zippel                      | 666.667 €    | 100.000 €     | 15 %    | 100.000 € für 25 % 7.3  | Dagmar Wöhrl, Tillman Schulz                      |
| 7.4 | fembites Nahrungsergänzungsmittel                                                    | Angelica Conraths und Jana Deckelmann                   | 3.000.000 €  | 300.000 €     | 10 %    | nein                    | nein                                              |
| 7.5 | Plux Stecker für Lampen                                                              | Christian Dinow und Kai Steffens                        | 750.000 €    | 150.000 €     | 15 %    | 150.000 € für 30 % 7.5  | Ralf Dümmel                                       |
| 8.1 | Chipolos⁠ Snacks auf Sojabasis                                                        | Igor Bukin                                              | 200.000 €    | 50.000 €      | 25 %    | 50.000 € für 25 %       | Ralf Dümmel                                       |
| 8.2 | Jourries Smarter Schmuck                                                             | Henrik Hühn und Moritz Tschischkale                     | 666.667 €    | 100.000 €     | 15 %    | 100.000 € für 25 %      | Ralf Dümmel                                       |
| 8.3 | turn Duschkugel-Dosierer                                                             | Katharina Geißel und Claudia Klemmer                    | 1.000.000 €  | 150.000 €     | 15 %    | nein                    | nein                                              |
| 8.4 | Inventife Raumsensor zur Anwesenheitserkennung                                       | Robin Göbel und Max-Felix Müller                        | 2.000.000 €  | 200.000 €     | 10 %    | nein                    | nein                                              |
| 8.5 | Hunderunde Hundeleckerlies                                                           | Luis Kesten und Fabio Lehnert                           | 666.667 €    | 100.000 €     | 15 %    | 100.000 € für 20 %      | Nils Glagau                                       |

## Einschaltquoten
| Folge | Datum         | Zuschauer        | Zuschauer     | Marktanteil      | Marktanteil   | Quelle        |
| Folge | Datum         | Durchschnittlich | 14 – 49 Jahre | Durchschnittlich | 14 – 49 Jahre | Quelle        |
| ----- | ------------- | ---------------- | ------------- | ---------------- | ------------- | ------------- |
| 1     | 8. Apr. 2024  | 1,30 Mio.        | 0,47 Mio.     | 5,9 %            | 10,6 %        | [ 13 ]        |
| 2     | 15. Apr. 2024 | 1,42 Mio.        | 0,51 Mio.     | 6,3 %            | 11,6 %        | [ 14 ]        |
| 3     | 22. Apr. 2024 | 1,36 Mio.        | 0,47 Mio.     | 5,8 %            | 10,1 %        | [ 15 ]        |
| 4     | 29. Apr. 2024 | 1,35 Mio.        | 0,46 Mio.     | 5,9 %            | 10,0 %        | [ 16 ] [ 17 ] |
| 5     | 6. Mai 2024   | 1,31 Mio.        | 0,42 Mio.     | 5,8 %            | 9,1 %         | [ 18 ]        |
| 6     | 13. Mai 2024  | 1,30 Mio.        | 0,46 Mio.     | 5,9 %            | 10,3 %        | [ 19 ] [ 20 ] |
| 7     | 27. Mai 2024  | 1,25 Mio.        | 0,41 Mio.     | 5,2 %            | 7,9 %         | [ 21 ] [ 20 ] |
| 8     | 10. Jun. 2024 | 1,11 Mio.        | 0,36 Mio      | 4,9 %            | 7,5 %         | [ 22 ]        |